# Drzemiąca staruszka
Drzemiąca staruszka lub Stara kobieta drzemie – obraz olejny barokowego malarza Nicolaesa Maesa.
Dzieło powstało około 1655 roku i obecnie znajduje się w zbiorach Królewskich Muzeów Sztuk Pięknych w Brukseli. Jest to jedna z wczesnych prac Maesa, który na początku kariery namalował liczne przedstawienia starych kobiet: śpiących, modlących się, czytających Biblię i zajmujących się ręcznymi robótkami. Popularność i uznanie zdobył jednak później jako portrecista.

## Opis obrazu
Artysta przedstawił skromnie urządzone pomieszczenie, a w nim postać starszej kobiety, która zasnęła podczas lektury. Staruszka siedzi przy stole z głową opartą na ręce. Na kolanach ma otwartą księgę, na której spoczywa jej prawa dłoń trzymająca okulary. Na stole przykrytym czerwoną tkaniną leży otwarta na Księdze Amosa Biblia. Obok na poduszce leży odłożona robótka ręczna, w głębi dostrzec można jeszcze kilka przedmiotów: klepsydrę, klucz na ścianie, świecznik, dzbanek i dwie książki w głębi.
Obraz jest ciemny, scena została oświetlona ostrym światłem z niewidocznego źródła z lewej strony, które koncentruje się na twarzy kobiety i przedmiotach leżących na stole. Mroczna kolorystyka i wykorzystanie efektów chiaroscuro świadczy o wpływie Rembrandta, który był przez pewien czas nauczycielem Maesa.

## Interpretacje
W XVII-wiecznym malarstwie holenderskim przedstawienie śpiącej osoby miało zwykle wydźwięk negatywny i stanowiło najczęściej nawiązanie do lenistwa. Także Maes nie odszedł od przyjętego stereotypu, podeszły wiek kobiety i klepsydra stojąca na stole przypominają o nieubłaganie upływającym czasie. Otwarta na Księdze Amosa Biblia nawiązuje do zapowiadanej przez proroka zagłady, która jest konsekwencją grzechu. Przesłanie obrazu wydaje się być jednoznaczne, w miarę upływu lat mamy coraz mniej czasu, dlatego nie możemy go tracić z błahych powodów.